# Kanton Laruns
Laruns is een voormalig kanton van het Franse departement Pyrénées-Atlantiques. Het kanton maakte deel uit van het arrondissement Oloron-Sainte-Marie. Het werd opgeheven bij decreet van 25 februari 2014, met uitwerking op 22 maart 2015. Alle gemeenten werden opgenomen in het nieuwe kanton Oloron-Sainte-Marie-2.

## Gemeenten
Het kanton Laruns omvatte de volgende gemeenten:
- Aste-Béon
- Béost
- Bielle
- Bilhères
- Eaux-Bonnes
- Gère-Bélesten
- Laruns (hoofdplaats)
- Louvie-Soubiron